# 腰方肌
腰方肌（Quadratus lumborum）位于腹腔的后部。在腹腔肌肉里面位置最深，常被指为腰肌。形状是四边形。功能为腰椎侧弯以及防止腰椎从另一边侧弯。